# Panspermia

Panspermia

Panspermia (ze starogr. πᾶν (pan) – wszystko i σπέρμα (sperma) – nasienie) – hipoteza, zgodnie z którą życie rozprzestrzenia się wśród ciał niebieskich dzięki naturalnym procesom, np. poprzez meteoryty. Przykładem panspermii jest hipoteza, że życie na Ziemi nie powstało na niej, ale dostało się na nią w postaci prostych jednokomórkowych organizmów lub ich przetrwalników z innych ciał niebieskich. Początków panspermii można doszukać się u greckiego filozofa Anaksagorasa. W XIX i XX wieku podobne hipotezy wysuwali m.in. J.J. Berzelius w 1834 r., W. Thomson (późniejszy lord Kelvin) w 1871 r. i Svante Arrhenius w 1908 r. W hipotezie Arrheniusa organizmy miały być przenoszone wskutek ciśnienia światła – tzw. radiopanspermia. Ten mechanizm jest jednak skuteczny jedynie w przypadku ciał o rozmiarach rzędu 0,001 mm. Tak małe ciało nie stanowiłoby ochrony przed promieniowaniem kosmicznym. Dlatego obecnie rozważa się hipotezę przenoszenia organizmów za pośrednictwem meteoroidu, planetoidy lub komety. W szerszym znaczeniu panspermia dotyczy możliwości rozprzestrzeniania się życia w Kosmosie.
Koncepcja panspermii nie wyjaśnia powstania życia, a jedynie wskazuje na możliwość rozprzestrzeniania się życia na różne ciała niebieskie.
Do uczonych propagujących hipotezę panspermii należeli Neil deGrasse Tyson, Francis Crick i Fred Hoyle.

## Problematyka
Złożoność organizmów żywych mierzona wielkością funkcjonalnego genomu w zbadanej historii życia na Ziemi rosła wykładniczo. Jeśli ekstrapolować tę tendencję poza pierwsze jednokomórkowce, początek życia wypadałby kilka miliardów lat przed powstaniem Ziemi, co jest argumentem na rzecz teorii panspermii. Inni uczeni wskazują jednak na problemy związane z tą hipotezą.
Największą trudnością hipotezy panspermii jest kwestia przetrwania organizmów żywych w przestrzeni kosmicznej, bez ochronnego wpływu atmosfery. W 1970 roku członkowie wyprawy Apollo 12 przywieźli na Ziemię elementy lądownika Surveyor 3, które znajdowały się na powierzchni Księżyca, w warunkach próżni kosmicznej, przez 2,5 roku. W jednej z kamer odkryto bakterie Streptococcus mitis, które po czterech dniach na pożywce wznowiły funkcje życiowe. Późniejsza analiza sugeruje jednak, że mogło dojść do skażenia w laboratorium. Niezależnie od tego, eksperyment z 2014 roku pokazał, że plazmidy na powierzchni rakiety są w stanie przetrwać lot kosmiczny, a także najbardziej krytyczny moment: wejście w atmosferę. Cząsteczki DNA w dużej części były w stanie funkcjonować, przekazując informację genetyczną.
Udowodniono, że przetrwalniki bakterii potrafią przetrwać w bardzo rozrzedzonej atmosferze na wysokości kilkudziesięciu kilometrów, ponadto że dość niewielkie ilości skały (np. meteoroid) w bardzo dużym stopniu ograniczają negatywne skutki promieniowania występującego w przestrzeni kosmicznej na ich materiał genetyczny. Tak więc mogłyby one teoretycznie przenosić się w meteoroidach i ożywić w korzystnych warunkach na innej planecie.
Badacze z Uniwersytetu Nicejskiego zasugerowali, że przewaga aminokwasów lewoskrętnych w organizmach może być spowodowana kołową polaryzacją światła nowo tworzących się gwiazd, co miałoby potwierdzać hipotezę panspermii.

## Warianty hipotezy
W drugiej połowie XIX wieku Hermann Richter zaproponował hipotezę kosmozoidów – mikroskopijnych zarodków, które dostały się na Ziemię przez meteoryty i „rozsiały” na niej życie.
Hipoteza panwitalizmu postulowała, że życie istniało od zawsze – jednak jest to niezgodne z obecnie przyjętym standardowym modelem kosmologicznym opartym na Wielkim Wybuchu.
Przypadkowa panspermia zwana też „teorią śmietnika” to hipoteza postawiona przez Thomasa Golda zakładająca, że życie powstało z odpadów cywilizacji pozaziemskiej.
Ukierunkowana panspermia (sterowana panspermia) zakłada, że inteligentne formy życia wysłały celowo bakterie na Ziemię. Zrobiły to w specjalnych statkach-tarczach chroniących życie przed promieniowaniem kosmicznym. Ta modyfikacja hipotezy unika problemu, zabójczego dla życia promieniowania kosmicznego. Innym pomysłem jest opracowanie ukierunkowanej panspermii z Ziemi, aby zasiedlić nowe systemy planetarne życiem dzięki wprowadzonym gatunkom mikroorganizmów na martwych planetach.